# Antonio Gualtieri
Antonio Gualtieri, detto il Brasiliano (Catanzaro, 14 novembre 1983), è un pugile italiano ed ex kickboxer, pluricampione Italiano dal 2012 al 2015 Wako Pro di "Low Kick" e di "Full Contact" (rispettivamente cat. 66,800 e 64,500).

## Biografia
Figlio di un artigiano edile e di una casalinga, cresciuto nel quartiere S.Maria di Catanzaro, Antonio Gualtieri, soprannominato "Il Brasiliano" per via delle origini paterne, dimostra già dalla tenera età di essere un ragazzino irrequieto. L'unico modo per sfogare positivamente tutta la sua energia è lo sport, infatti trascorrerà la sua infanzia e parte della sua adolescenza praticando calcio e taekwondo. Ma all'età di 14 anni si rende conto che la sua vera passione sono gli sport da combattimento, in particolare il pugilato e la kick boxing. Segue costantemente i suoi miti, Arturo Gatti (pugile) e Giovanni Parisi, sogna di diventare come loro. Antonio Gualtieri entra in questi due mondi che diverranno la sua scelta di vita.

## Carriera
Appena compiuti i 17 anni, Gualtieri intraprende la sua carriera nella kick, disputando 61 match da dilettante (44 vittorie,tra cui 20 per K.O. e 17 sconfitte) tra low kick e full contact, aggiudicandosi due Titoli Italiani Dilettanti.

## Professionismo
Nel 2007 debutta nel professionismo, vincendo il suo primo match contro Domenico Colucci. Gualtieri accumula vittorie disputando 16 match in due anni , 14 vittorie e 2 sconfitte. Il 6 giugno 2009 a Livorno sfida Liverani per l'entrata in Nazionale vincendolo ai punti.

## Vittorie e infortuni
Durante il suo 17º match, disputato in Puglia il 25 luglio del 2009, Gualtieri sferra una serie di low kick che gli causano un grave infortunio, la rottura della tibia e del perone. L'infortunio provoca un allontanamento dal ring per otto mesi. Superato l'infortunio decide di rientrare, essendo stato selezionato per le selezioni Oktagon 2011 , ma a soli 15 giorni dall'evento durante una seduta di sparring presso una palestra di Bologna Gualtieri si frattura una mano, infortunio che lo costringe a rinunciare alle selezioni.
Superato l'infortunio, Gualtieri ritorna sul ring confrontandosi con atleti di alto livello, tra cui Massimiliano Solinas, Angelo Campoli e Silvio Podariu. Due mesi dopo, durante una selezione Oktagon subisce il terzo infortunio della sua carriera, a causa di una ginocchiata al femore infertagli dal suo avversario. Dopo 40 giorni, Gualtieri risale sul ring disputando un incontro di pugilato.

## Titoli e galà internazionali
Nel 2012 combatte per il titolo italiano WAKO PRO" nella specialità Low Kick, vincendo per K.O. dopo 32 secondi della prima ripresa. Il 26 Gennaio 2013 disputa il Titolo Italiano WAKO PRO Di Full Contact nella categoria -64,500 kg, durante il quale Gualtieri diventa Campione Italiano di Full Contact.
Dal titolo disputa altri 3 match, tra cui una difesa del titolo a maggio del 2013, che lo riconferma per la seconda volta Campione d' Italia.
Il 9 novembre 2013 disputa i quarti di finale del torneo "Élite" al grande galà di Bologna "Gladiatori" contro il testa di serie Christian Liverani, vincendo ai punti e aggiudicandosi il posto in semifinale. A giugno 2014 disputa un match di K1 a Catanzaro e vince ai punti. A novembre 2014 viene scelto per le selezioni "Oktagon"  nella disciplina savate PRO.. Gareggierà per l'accesso in finale il 1º marzo a Genova, perdendo però il match e non potendo quindi strappare il pass per Oktagon. Tra luglio e agosto 2015 disputa due match di boxe con la qualifica di pugile élite, categoria 64 kg.
Il 4 ottobre disputa a Reggio Calabria un incontro di boxe, conclusosi con verdetto di parità. Nel 2016 Gualtieri viene scelto per disputare il titolo mondiale ISKA di Full Contact sulla distanza delle dodici riprese, contro il campione francese Bertrand Fleuret. L'incontro, disputatosi a Saintes il 7 Maggio 2016, è stato il match clou del galà "La Nuit de L'Impact II". Dodici round terminati ai punti a favore dell'atleta di casa.
Il 23 Aprile 2017 disputa il suo ultimo match di kickboxing nella sua città contro un atleta catanese, Davide Zuccaro, vincendolo ai punti dopo 5 round.

## Record Professionale Kickboxing
| No. | Result | Opponent             | Type | Round | Date        | Location   |
| --- | ------ | -------------------- | ---- | ----- | ----------- | ---------- |
| 27  | Win    | Davide Zuccaro       | UD   | 5/5   | 23 Apr 2017 | Catanzaro  |
| 26  | Loss   | Bertrand Fleuret     | UD   | 12/12 | 07 May 2016 | Saintes    |
| 25  | Loss   | Enrico Piensi        | KO   | 3/5   | 01 Mar 2015 | Genova     |
| 24  | Win    | Mario Argento        | UD   | 3/3   | 15 Jun 2014 | Catanzaro  |
| 23  | Win    | Christian Liverani   | UD   | 3/3   | 09 Nov 2013 | Bologna    |
| 22  | Win    | Fabio Pirola         | UD   | 7/7   | 11 May 2013 | Bergamo    |
| 21  | Loss   | Sabino Mansella      | UD   | 3/3   | 7 Apr 2013  | Conversano |
| 20  | Win    | Gianmarco Donateo    | UD   | 3/3   | 17 Feb 2013 | Polignano  |
| 19  | Win    | Alex Crotti          | UD   | 7/7   | 26 Jan 2013 | Crotone    |
| 18  | Loss   | Florenzo Pesare      | UD   | 3/3   | 29 Sep 2012 | Lecce      |
| 17  | Win    | Vito Patanè          | KO   | 1/5   | 24 Jun 2012 | Catania    |
| 16  | Loss   | Antonio Campagna     | UD   | 3/3   | 24 Mar 2012 | Milano     |
| 15  | Win    | Davide Polito        | UD   | 3/3   | 23 Mar 2012 | Milano     |
| 14  | Win    | Ivan Prader          | UD   | 4/4   | 13 Nov 2011 | Bolzano    |
| 13  | Win    | Alessio Bocale       | UD   | 4/4   | 16 Jul 2011 | Jesolo     |
| 12  | Loss   | Angelo Campoli       | UD   | 3/3   | 12 Jun 2011 | Milano     |
| 11  | Loss   | Luca Negosanti       | SD   | 5/5   | 30 Jun 2011 | Catanzaro  |
| 10  | Loss   | Roberto D'Avanzo     | IM   | 1/4   | 25 Jul 2009 | Polignano  |
| 9   | Win    | Christian Liverani   | UD   | 3/3   | 07 Jun 2009 | Livorno    |
| 8   | Win    | Massimiliano Solinas | KO   | 4/7   | 18 Apr 2009 | Jesolo     |
| 7   | Win    | Silvio Podariu       | KO   | 3/3   | 22 Mar 2009 | Catanzaro  |
| 6   | Win    | Danilo Cutispoto     | KO   | 1/3   | 08 Feb 2009 | Catania    |
| 5   | Win    | Andrea Elik          | KO   | 3/5   | 01 Feb 2009 | Polignano  |
| 4   | Loss   | Davide Polito        | IM   | 1/3   | 06 Dec 2008 | Bari       |
| 3   | Win    | Angelo Di Leo        | KO   | 1/3   | 06 Nov 2008 | Bari       |
| 2   | Win    | Andrea Messina       | KO   | 2/5   | 08 Jun 2008 | Catanzaro  |
| 1   | Win    | Domenico Colucci     | UD   | 5/5   | 24 Feb 2007 | Taranto    |

## Pugilato
Il 14 novembre 2016 Gualtieri diventa ufficialmente pugile professionista. Debutta il 25 novembre 2017 a Udine contro Francesco Zilli; un incontro combattuto terminatosi ai punti a favore dell’atleta di casa.
Il 22 settembre disputa a Malta un incontro contro l’atleta Stephen Cooke vincendo per KO sul finire della prima ripresa.

L'8 dicembre sempre a Malta batte l'italiano Ignazio Di Bella.

Il 6 gennaio 2019 viene premiato dal presidente della Confcommercio di Catanzaro come miglior atleta catanzarese del 2018.
L'11 luglio 2021 , dopo il periodo di pandemia da COVID-19, Gualtieri torna sul ring in un evento organizzato a Catanzaro nella sua palestra , la Gallo Fight Gym, aggiudicandosi la decima vittoria consecutiva.
Dopo un lunga preparazione per un match in Belgio contro Anthony Loffet , saltato poi per motivi burocratici, combatte nuovamente a Catanzaro battendo Marco Delmestro ad Aprile e Francesco Acatullo ad Agosto 2022.

## Record Professionale Pugilato
| No. | Result | Opponent           | Type | Round | Date        | Location             |
| --- | ------ | ------------------ | ---- | ----- | ----------- | -------------------- |
| 17  | Win    | Sergio Gonzalez    | KO   | 3/6   | 20 Jul 2025 | Catanzaro            |
| 16  | Win    | Lester Cantillano  | UD   | 6/6   | 15 Dec 2024 | Catanzaro            |
| 15  | Win    | Jose Aguilar       | UD   | 6/6   | 19 May 2024 | Catanzaro            |
| 14  | Win    | Jorge Ortiz        | UD   | 6/6   | 11 Dec 2022 | Bari                 |
| 13  | Win    | Francesco Acatullo | MD   | 6/6   | 07 Aug 2022 | Catanzaro            |
| 12  | Win    | Marco Delmestro    | KO   | 5/6   | 10 May 2022 | Catanzaro            |
| 11  | Win    | Luigi Mantegna     | UD   | 6/6   | 11 Jul 2021 | Catanzaro            |
| 10  | Win    | Fabio Selvaggio    | KO   | 4/6   | 19 Sep 2020 | Marsala              |
| 9   | Win    | Gilberto Centra    | UD   | 6/6   | 09 Nov 2019 | Catania              |
| 8   | Win    | Jorge Ortiz        | UD   | 6/6   | 04 Aug 2019 | Campobello di Mazara |
| 7   | Win    | Fabio Selvaggio    | UD   | 6/6   | 04 May 2019 | Palermo              |
| 6   | Win    | Alexander Piantini | KO   | 1/8   | 23 Mar 2019 | Malta                |
| 5   | Win    | Simone Curcuruto   | UD   | 4/4   | 2 Feb 2019  | Palermo              |
| 4   | Win    | Ignazio Di Bella   | UD   | 4/4   | 8 Dec 2018  | Malta                |
| 3   | Win    | Stephen Cooke      | KO   | 1/4   | 22 Sep 2018 | Malta                |
| 2   | Win    | Mimmo Mulè         | UD   | 4/4   | 23 Jun 2018 | Catanzaro            |
| 1   | Loss   | Francesco Zilli    | UD   | 4/4   | 25 Nov 2017 | Udine                |